# Carl Drolshagen
Carl Drolshagen (* 20. Januar 1871 in Rellinghausen; † 5. November 1934 in Neisse) war ein deutscher  Kartographiehistoriker und Vermessungsbeamter in der preußischen Landeskulturverwaltung.

## Leben
Zunächst als Landmesser in Berlin tätig, wechselte Drolshagen in den 1890er Jahren nach Greifswald, wo er bei der Spezialkommission, dem späteren Kulturamt beschäftigt war. 1905 wurde er hier zum königlichen Oberlandmesser ernannt. Als einer der ersten arbeitete er die Schwedische Landesaufnahme von Vorpommern auf.
1920 wurde Drolshagen schließlich nach Wesel versetzt, wo ihm zum 1. Januar 1921 die Leitung des Kulturamts Wesel übertragen wurde, verbunden mit der Beförderung zum Regierungs- und Kulturrat. In dieser Funktion ging er nur wenig später nach Leobschütz, wo er noch 1931 als Regierungsrat nachweisbar ist.
Er war Mitglied der Pommerschen Geographischen Gesellschaft.

## Veröffentlichungen (Auswahl)
- Gemarkungen und Grundkarten. In: Pommersche Jahrbücher. Bd. 6., Greifswald 1905, S. 125–141, Digitalisat.
- Primitive Handgeräte aus der Steinzeit Neuvorpommerns und Rügens. In: Pommersche Jahrbücher. 9. Bd., Greifswald 1908, Digitalisat.
- Neuvorpommern und Rügen im Rahmen der älteren Kartographie und Landesaufnahme. In: Pommersche Jahrbücher. 10. Bd., Greifswald 1909, Digitalisat.
- Besiedelung von Beestland, Kreis Grimmen. 1912, urn:nbn:de:gbv:9-g-5275347.
- Die innere Kolonisation. Vortrag, gehalten im Lehrkursus des Deutschnationalen Volksvereins Greifswald. Adbel, Greifswald 1919.
- Eine Basismessung auf dem Eise des Greifswalder Boddens im Jahre 1757. In: Zeitschrift für Vermessungswesen. Jg. 49, 1920, S. 695.
- Die schwedische Landesaufnahme und Hufenmatrikel von Vorpommern als ältestes deutsches Kataster. 2 Bände, von Bruncken, Greifswald 1920–1923, Digitalisat.
- Max Dießner: Zehn Bilder der Insel Rügen. Leipzig 1923. (Einführung von Carl Drolshagen).